# Ketonuri
Ketonuri är ett medicinskt tillstånd som karakteriseras av att ketonkroppar förekommer i urinen.
Ketonuri förekommer när kroppen producerar ovanligt mycket ketoner som en alternativ energikälla, vilket förekommer vid svälttillstånd eller typ 1-diabetes. Produktion av ketonkroppar är en normal respons på glukosbrist, genom att fettsyror utnyttjas som en alternativ energikälla. Förekomsten av ketoner i urinen tillsammans med en blodsockernivå över 12mmol/L samt ett artärblod-PH mindre än 7,35 innebär ketoacidos.  